# Silvio Cesare Bonicelli
Silvio Cesare Bonicelli (Bergamo, 31 marzo 1932 – Bergamo, 6 marzo 2009) è stato un vescovo cattolico italiano.

## Biografia
Nacque a Bergamo, città capoluogo di provincia e sede vescovile, il 31 marzo 1932. Era cugino di terzo grado dell'arcivescovo Gaetano Bonicelli.

### Formazione e ministero sacerdotale
Laureato in Giurisprudenza presso l'Università Cattolica del Sacro Cuore di Milano, tra il 1956 e il 1958 prestò servizio militare come ufficiale di complemento del 5º Reggimento Alpini di stanza a Bassano del Grappa.
Il 16 giugno 1962 fu ordinato presbitero dal vescovo Giuseppe Piazzi.
Si laureò in Diritto canonico presso la Pontificia Università Gregoriana.
Entrato nello scautismo nel 1949, visse con impegno anche questo tipo di apostolato, curando in particolare la formazione dei Capi e seguendo di persona molteplici Campi scuola nazionali a Colico e in Val Codera.

### Ministero episcopale

#### Vescovo di San Severo
Il 2 settembre 1991 papa Giovanni Paolo II lo nominò vescovo di San Severo; succedette a Carmelo Cassati, precedentemente nominato arcivescovo di Trani-Barletta-Bisceglie. Il 19 ottobre successivo ricevette l'ordinazione episcopale, nel palazzetto dello sport di San Severo, dall'arcivescovo Andrea Mariano Magrassi, coconsacranti l'arcivescovo Gaetano Bonicelli e il vescovo Angelo Paravisi. Durante la stessa celebrazione prese possesso della diocesi.
In onore dell'esperienza alpina, che lo aveva segnato profondamente, scelse come proprio motto episcopale il motto del 5º Reggimento Alpini: Nec videar dum sim (Non per sembrare, ma per essere).
Nel 1993, per sua volontà, a San Severo venne fondato l'Epicentro giovanile (tuttora esistente), un luogo di aggregazione per poter svolgere al suo interno attività di diverso genere mirate alla promozione umana, sociale e religiosa del giovane e in particolare alla prevenzione delle diverse devianze giovanili.

#### Vescovo di Parma
Il 13 dicembre 1996 papa Giovanni Paolo II lo nominò vescovo di Parma; succedette a Benito Cocchi, precedentemente nominato arcivescovo-abate di Modena-Nonantola. Il 25 gennaio 1997 prese possesso della diocesi.
Fu membro della Commissione episcopale per i problemi sociali e il lavoro, la giustizia, la pace e la salvaguardia del creato della Conferenza Episcopale Italiana, nonché delegato per i problemi sociali e del lavoro della Conferenza episcopale dell'Emilia-Romagna.
Il 4 dicembre 2005 aprì le celebrazioni per il giubileo della cattedrale di Parma in occasione del IX centenario dalla consacrazione da parte di papa Pasquale II nel 1106.
Il 19 gennaio 2008 papa Benedetto XVI accolse la sua rinuncia, presentata per raggiunti limiti di età, al governo pastorale della diocesi di Parma; gli succedette Enrico Solmi, del clero di Modena-Nonantola. Rimase amministratore apostolico fino all'ingresso del successore, avvenuto il 30 marzo 2008.
Da tempo malato, morì il 6 marzo 2009 nella casa paterna di Bergamo. Dopo le esequie, celebrate il 10 marzo nella cattedrale di Parma dall'arcivescovo Benito Cocchi, fu sepolto nel cimitero della Villetta di Parma.
Il comune di Parma espresse, sin dai primi giorni successivi alla morte del vescovo, la decisa intenzione di dedicare a monsignor Bonicelli una struttura sanitaria o scolastica allora in costruzione. Il 6 marzo 2019, nel decennale della scomparsa, gli fu intitolato il centro diurno per anziani.

## Genealogia episcopale
La genealogia episcopale è:
- Cardinale Scipione Rebiba
- Cardinale Giulio Antonio Santori
- Cardinale Girolamo Bernerio, O.P.
- Arcivescovo Galeazzo Sanvitale
- Cardinale Ludovico Ludovisi
- Cardinale Luigi Caetani
- Cardinale Ulderico Carpegna
- Cardinale Paluzzo Paluzzi Altieri degli Albertoni
- Papa Benedetto XIII
- Papa Benedetto XIV
- Cardinale Enrico Enriquez
- Arcivescovo Manuel Quintano Bonifaz
- Cardinale Buenaventura Córdoba Espinosa de la Cerda
- Cardinale Giuseppe Maria Doria Pamphilj
- Papa Pio VIII
- Papa Pio IX
- Cardinale Alessandro Franchi
- Cardinale Giovanni Simeoni
- Cardinale Antonio Agliardi
- Cardinale Basilio Pompilj
- Cardinale Adeodato Piazza, O.C.D.
- Cardinale Sebastiano Baggio
- Arcivescovo Andrea Mariano Magrassi, O.S.B.
- Vescovo Silvio Cesare Bonicelli

## Opere
- Bonicelli, Silvio Cesare - I concili particolari da Graziano al Concilio di Trento: studio sulla evoluzione del diritto della Chiesa latina / Silvio Cesare Bonicelli- Brescia: Morcelliana, 1971 - Monografia - Testo a stampa IT\ICCU\SBL\0372273
- Bonicelli, Silvio Cesare - L'acqua dalla roccia : lettera alla diocesi sul tema: l'annuncio della parola di Dio fondamento e centro dell'evangelizzazione : anno pastorale 1995-1996 / Silvio Cesare Bonicelli, vescovo di San Severo - S.l. : s. n., stampa 1995 (Foggia: Studio stampa) - Monografia - Testo a stampa IT\ICCU\TO0\0853481
- Bonicelli, Silvio Cesare - Cristo speranza dei giovani : lettera alla diocesi sul tema: la pastorale per i ragazzi, gli adolescenti e i giovani : per l'anno 1994-1995 / Silvio Cesare Bonicelli - S.l. : a cura dell'Ufficio Stampa della Diocesi, 1995 - Monografia - Testo a stampa IT\ICCU\TO0\1669553
- Bonicelli, Silvio Cesare - Come in uno specchio : lettera alla Diocesi sul tema: Il battesimo a fondamento dell'esistenza cristiana : anno pastorale 1996-1997 / Silvio Cesare Bonicelli - S. l. : s. n., stampa 1996 (San Severo: Cromografica Dotoli) - Monografia - Testo a stampa IT\ICCU\BVE\0117988
- Bonicelli, Silvio Cesare - La gioia di una presenza : Lettera-Programma Pastorale 1999-2000 / Silvio Cesare Bonicelli - Parma: s. n., stampa 1999 - Monografia - Testo a stampa IT\ICCU\RAV\1531234
- Bonicelli, Silvio Cesare - Giubileo 2000 : omelie / Silvio Cesare Bonicelli [Parma: s. n.!, stampa 2001 - Monografia - Testo a stampa IT\ICCU\LO1\1203606
- Bonicelli, Silvio Cesare - Vescovo di Parma 1997-2007 : storia, riflessioni e immagini / Silvio Cesare Bonicelli - Mattioli 1885, c2007 - Monografia - Testo a stampa IT\ICCU\PAR\1092787